# Loo Yee-shine
Loo Yee-shine (盧義信T, Lú YìxìnP; 1936) è un ex cestista taiwanese.

## Carriera
Con Taiwan ha disputato i Campionati mondiali del 1959.